# 赫沃羅斯托韋
49°55′0″N 35°41′39″E / 49.91667°N 35.69417°E
赫沃羅斯托韋（烏克蘭語：Хворостове）是位於烏克蘭東部的村莊，由哈爾科夫州博霍杜希夫區的瓦爾基市鎮負責管轄。該村始建於1695年，面積8.72平方公里，海拔高度196米，2001年人口228，人口密度每平方公里26.2人。